# Janusz Kantorski
Janusz Kantorski (ur. 4 marca 1944 w Łodzi, zm. 25 sierpnia 2018 tamże) – polski trener koszykówki.

## Życiorys
W koszykówkę zaczął grać w 1959 w XI LO. jego pierwszym trenerem był Józef Mikołajczyk. Pierwotnie był zawodnikiem MKS Helenów, a następnie Społem, w którym grał przez 13 lat, w lidze międzywojewódzkiej, w drugiej oraz w najwyższej ekstraklasie. Grał na pozycji rozgrywającego, był także kapitanem zespołu. W 1977 przeszedł do ŁKS i był asystentem Józefa Żylińskiego. W 1981 został pierwszym trenerem pierwszoligowego zespołu koszykarek. W 1982 i 1983 zdobył 2 tytuły mistrza Polski. W 1984 powrócił do Społem. W 1985 wprowadził zespół do pierwszej ligi. W 1986 poświęcił się pracy z młodzieżą w II LO i w Widzewie. W 1992 za namową Józefa Żylińskiego i przez 3 miesiące prowadził wraz z Andrzejem Nowakowskim zespół koszykarek ŁKS. Społecznie działał też w reaktywowanym Towarzystwie Gimnastycznym Sokół.
Do jego wychowanków należą m in:Lucyna Kałużna-Bek, Mirosława Michalak-Sieczko i Wojciech Fiedorczuk.
Pochowany na cmentarzu Matki Boskiej Nieustającej Pomocy w Łodzi.